# Ratangarh
Ratangarh è una suddivisione dell'India, classificata come municipality, di 63.463 abitanti, situata nel distretto di Churu, nello stato federato del Rajasthan. In base al numero di abitanti la città rientra nella classe II (da 50.000 a 99.999 persone).

## Geografia fisica
La città è situata a 28° 06' 23 N e 74° 37' 17 E.

## Società

### Evoluzione demografica
Al censimento del 2001 la popolazione di Ratangarh assommava a 63.463 persone, delle quali 32.577 maschi e 30.886 femmine. I bambini di età inferiore o uguale ai sei anni assommavano a 10.948, dei quali 5.784 maschi e 5.164 femmine. Infine, coloro che erano in grado di saper almeno leggere e scrivere erano 39.805, dei quali 23.551 maschi e 16.254 femmine.